# Bairo
Bairo (pronuncia Bàiro, /ˈbairo/; Bêr in piemontese) è un comune italiano di 788 abitanti della città metropolitana di Torino in Piemonte, che dista circa 38 chilometri a nord da Torino.
Gli abitanti di Bairo sono soprannominati tirapere. Il nome si rifà ad una definizione data ai vecchi bairesi che, nei tempi passati, avevano un concetto particolare dell'ospitalità e pare non disdegnassero accogliere i forestieri, soprattutto quelli che venivano a corteggiare le fanciulle del posto, a suon di pietre.

## Geografia fisica
Centro agricolo della pianura del Canavese, è situato su un piccolo pianoro della destra orografica dell'anfiteatro morenico di Ivrea.
A sud il territorio è pianeggiante e attraversato dal Canale di Caluso o Bealera, derivazione artificiale, in frazione Spineto di Castellamonte, dal torrente Orco che decorre per i territori di Castellamonte, Bairo Canavese, Agliè, San Giorgio Canavese, Montalenghe, Orio Canavese, Barone Canavese, Caluso, Mazzè fino a raggiungere il fiume Dora Baltea.

## Origini del nome
Il suo antico nome Barrium, indicava un luogo circondato da mura oppure è ritenuta valida anche la provenienza da Bauivarii, truppe Bavaresi poste a guardia della via Romea nella zona di Revinacum: oggi il suo nome si trova nel Rione Rugné, che insieme al Rione Centro, Monte e Prale formano il concentrico del Borgo.

## Storia
Feudo dei Vescovi di Ivrea nel periodo medievale, Bairo passa poi sotto i Marchesi di Ivrea e di Monferrato. Nel 1315 viene assoggettato ai Savoia; tra i suoi feudatari ebbe gli Antonioni di San Martino, i Giannotti e i San Martino di Agliè. Nel 1764 venne unita da Carlo Emanuele III di Savoia ai feudi di Agliè e Ozegna.
Dal 1928 al 1955 costituì insieme a Torre Canavese il comune di Bairo Torre.
Dal 1452 vi operò la distilleria Bairo che produsse, per distillazione di aromi in parte provenienti dall'oriente, per diversi secoli l'Amaro Bairo. La ricetta dell'amaro è attribuita a Pietro Michaeli, più noto come Pietro di Bairo. La ricetta fu ripresa dalla ditta Buton di Bologna negli anni '70 e l'amaro venne prodotto su scala industriale.

### Simboli
Lo stemma e il gonfalone del comune di Bairo sono stati concessi con decreto del presidente della Repubblica del 6 novembre 1996.
Il gonfalone è un drappo di azzurro.

## Monumenti e luoghi d'interesse
- Palazzo D'Emarese. Fu costruito nel XVI secolo da una ricchissima famiglia, che dai Savoia ebbe riconosciuto il baronato. La proprietà passò, all'inizio del Novecento, ai Fratelli Maristi i quali l'adibirono a seminario per la formazione dei missionari fino agli anni sessanta. Dopo 10 anni di abbandono e un'importante ristrutturazione, l'edificio divenne un soggiorno per anziani con il nome di "Residence del Frate"
- La Torre Rossa, che è ciò che rimane a indicare la sede dell'antico castello
- Chiesa parrocchiale di San Giorgio martire, del 1777, è stata edificata su disegno di Giuseppe Bernascone di Varese

## Galleria d'immagini

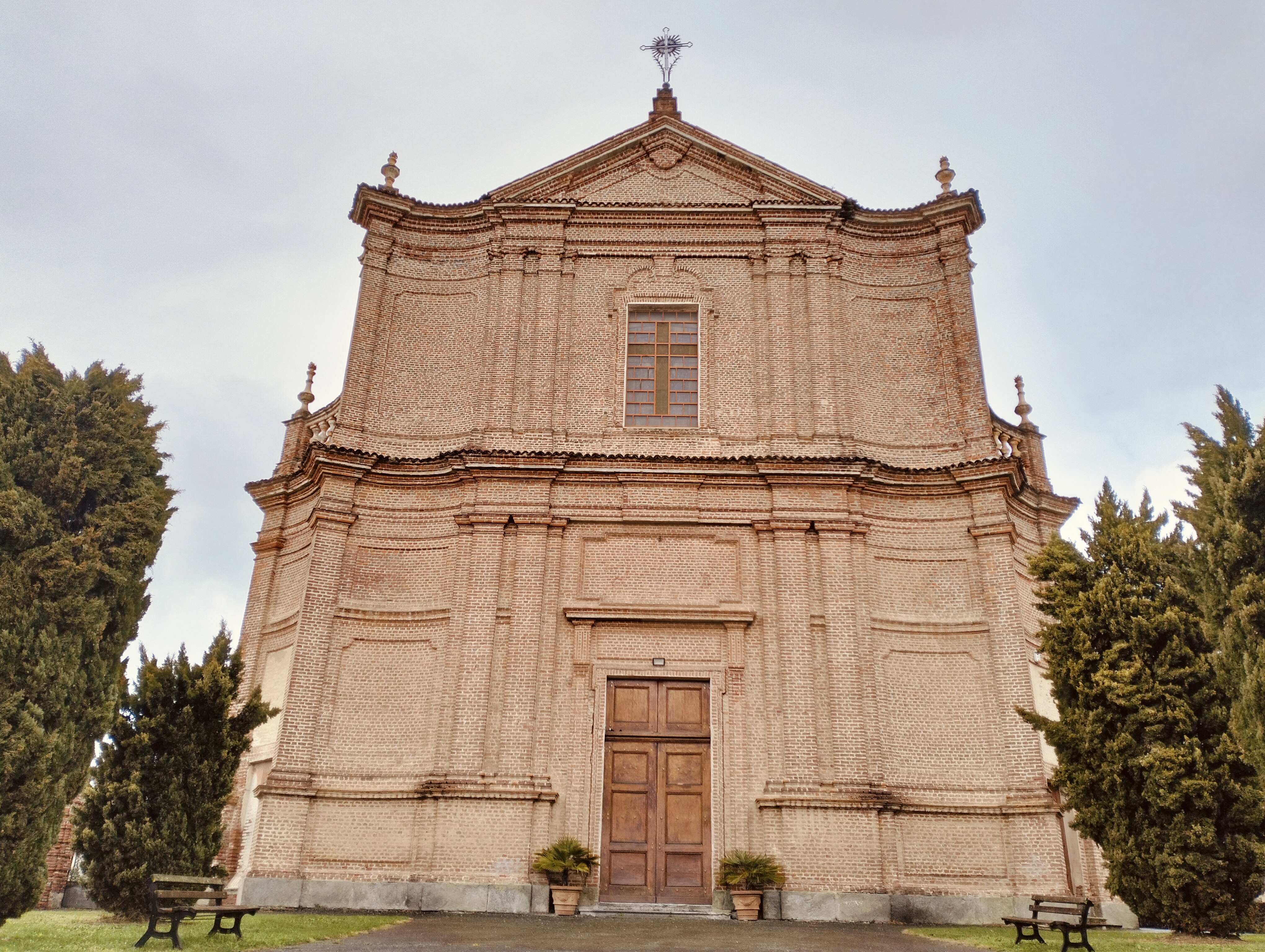
Chiesa Parrocchiale di San Giorgio Martire

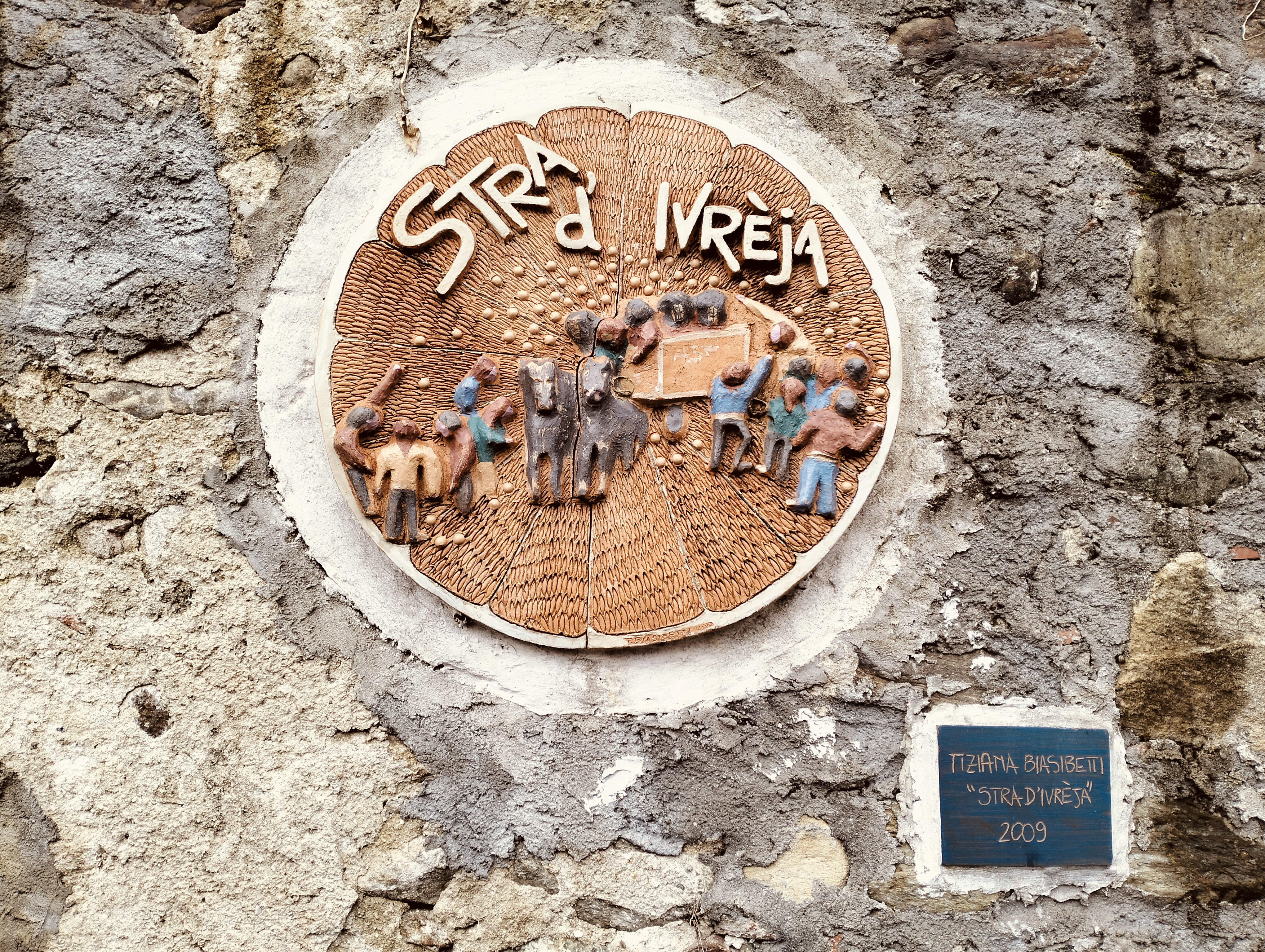
Ceramica di Via Ivrea

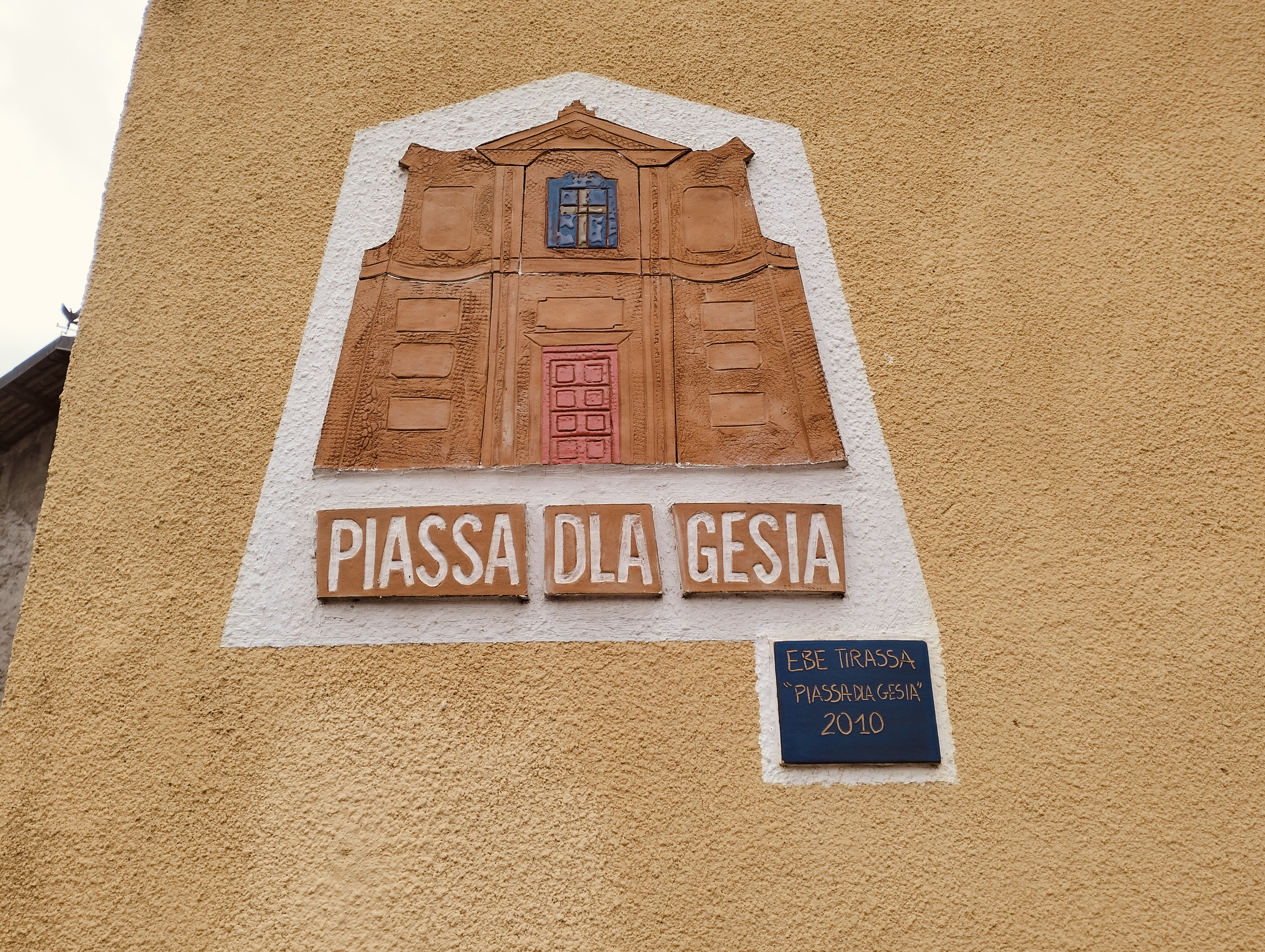
Ceramica di Piazza della Chiesa

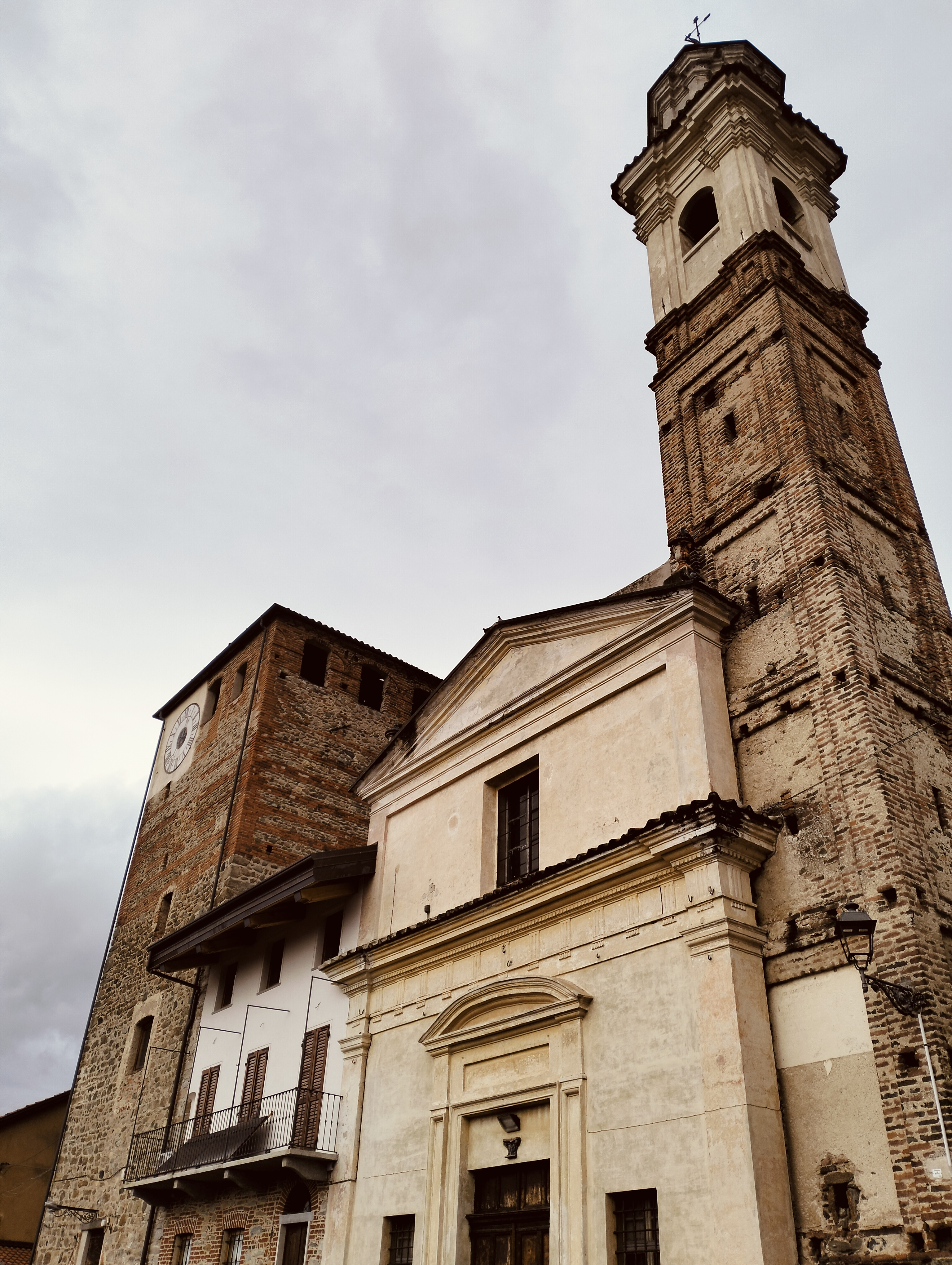
Torre Campanaria e Chiesa di Santa Marta

## Società

### Evoluzione demografica
Abitanti censiti

## Amministrazione
| Periodo        | Periodo        | Primo cittadino   | Partito                        | Carica  | Note |
| -------------- | -------------- | ----------------- | ------------------------------ | ------- | ---- |
| 29 maggio 2007 | 6 maggio 2012  | Ilario Bolla      | Lista civica                   | Sindaco |      |
| 7 maggio 2012  | 29 giugno 2017 | Albana Bertodatto | Lista civica Insieme per Bairo | Sindaco |      |
| 30 giugno 2017 | in carica      | Claudio Succio    | Lista civica Per Bairo         | Sindaco |      |